# Chalvington
Chalvington är en by i civil parish Chalvington with Ripe, i distriktet Wealden, i grevskapet East Sussex i England. Byn är belägen 10 km från Lewes. Chalvington var en civil parish fram till 1990 när blev den en del av Chalvington with Ripe. Civil parish hade 126 invånare år 1961. Byn nämndes i Domedagsboken (Domesday Book) år 1086, och kallades då Calvintone/Caveltone.